# داش آکل به گفته‌ی مرجان
داش آکُل به گُفته‌ی مرجان نمایشنامه‌ای است که بهرام بیضایی در دههٔ ۱۳۹۰ نوشته و نخستین بار در دو بخش در پاییزِ ۱۴۰۳ و تابستانِ ۱۴۰۴ در برکلیِ کالیفرنیا بر صحنه برد.

## متن
بیضایی این نمایشنامه را در نیمهٔ دوّمِ دههٔ ۱۳۹۰ بر اساسِ «داش آکل» ِ صادق هدایت نوشت. نخستین بار پاره‌ای از متنش در ۵ دیِ ۱۳۹۸ در روزنامهٔ همشهری زیرِ عنوانِ «گفتگوی مادر و دُختر درباره داشاک» منتشر شد. کتابش نیز هم‌زمان با نمایشِ بخشِ دوّمِ نمایشنامه در مردادِ ۱۴۰۴ منتشر شد.

## نخستین نمایش

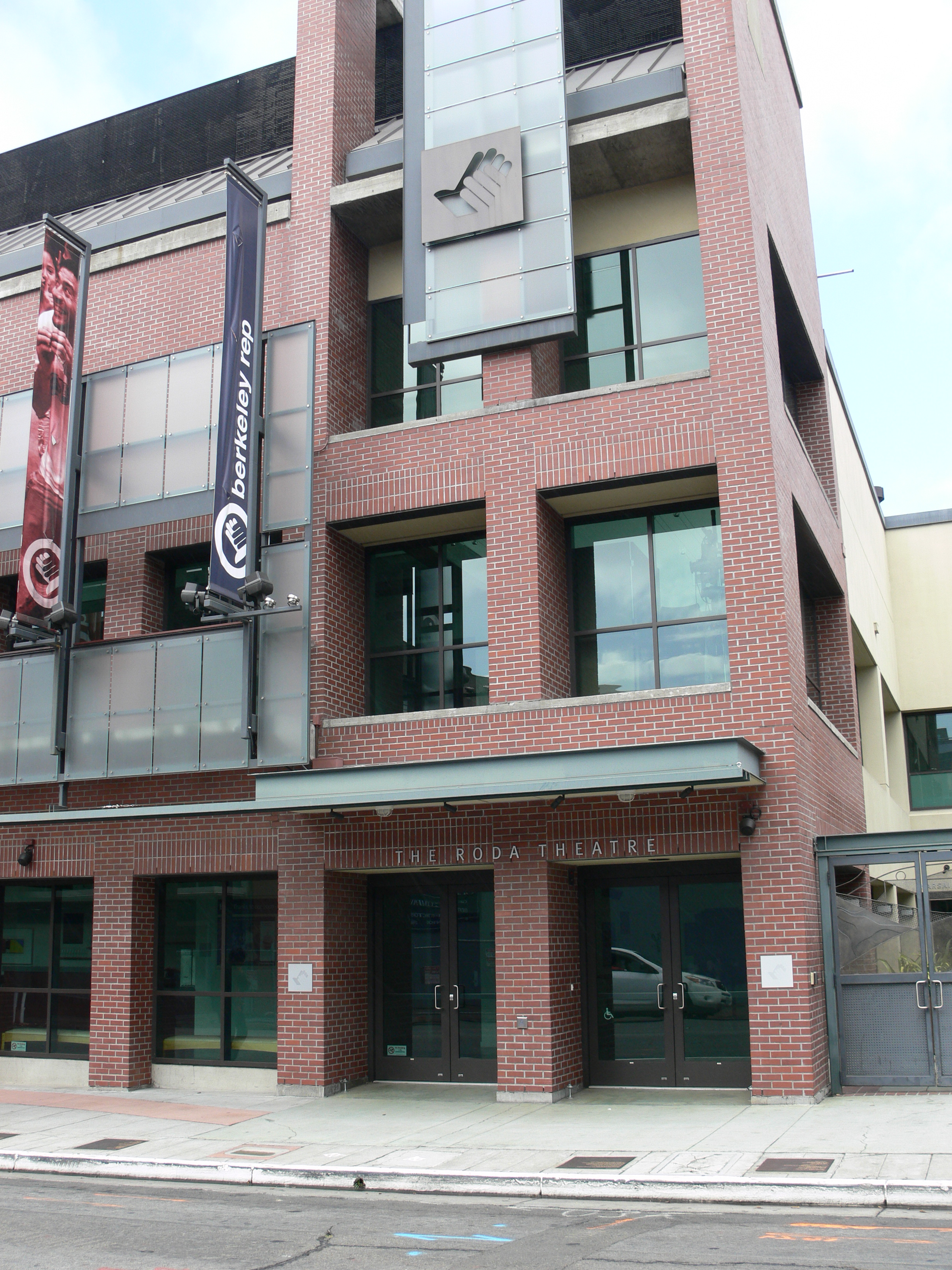
تماشاخانهٔ رودای تئاترِ رپرتوریِ برکلی

بیضایی در تدارکِ نمایشِ این نمایشنامه در نوروزِ ۱۳۹۹ در دانشگاهِ استنفورد بود، که سرنگرفت؛ دستِ کم به خاطرِ تعطیلیِ دانشگاه در دنیاگیریِ کووید ۱۹ در منطقهٔ خلیجِ سان فرانسیسکو.
سپس‌تر تمرین‌های این نمایش را پی‌گرفتند و نیمهٔ اوّلش به کارگردانی و با یادداشتِ کوتاهی از نویسنده در شهریور و مهرِ ۱۴۰۳ (۲۱ و ۲۲ و ۲۷ تا ۲۹ سپتامبرِ ۲۰۲۴) در تماشاخانهٔ رودا در برکلیِ کالیفرنیا اجرا شد. پاره‌هایی از ویدیوی ضبط‌شده از این اجرا هم به وسیلهٔ رادیو فردا منتشر شد. نیمهٔ دوّمِ نمایش نیز، پس از انتشارِ ویدیوی کوتاهی از بخشِ نخست و با انتشارِ خلاصهٔ کتبیِ هر دو نیمه به فارسی و انگلیسی، مردادِ سالِ بعد (۱ تا ۳ و ۸ تا ۱۰ اوتِ ۲۰۲۵) به همان صحنه رفت – و ویدیویی از حضورِ بیضایی در بالکن در شبِ آخرِ نمایش در اینترنت منتشر شد.
بازیگران
- مژده شمسایی
- دینا ظریف
- عامر مسافر
- علی زندیّه
- مهدی منشادی
- بهزاد گل محمّدی
- لیلا سلطانی
- هما هراتی
- شایان خوش‌مقام
- محمّدحسین شکوهی
- ادمان کرمی
- پیام مقدّم
- پویا دوست
- نگار آصف
- ماهگل صرّاف‌زاده
- خاطره نوروزی
- گلنوش گلپایگانی
- حسین شعاعی
- خلیل انوار
- غزل همّت
- نگار سلطانی
- نسیم گرگانی
- سارا صفدری
- لیلا قاضوی
- محمّد تالانی

## ارجاعات
1. ↑  پناه‌آذر، «بهرام بیضائی: لوتی که اسمش همه جا هست»، ۱.
2. ↑  Dash Akol According to Marjan (Part 1)